# Kheireddine Selama
Kheireddine Selama, né le 11 décembre 1987 à Ténès dans la wilaya de Chlef, est un footballeur algérien. Il évolue au poste de milieu central à l'USM El Harrach.

## Biographie
Kheireddine Selama évolue pendant neuf saisons en Division 1 avec l'équipe de ASO Chlef, entre 2005 et 2014. Il dispute avec cette équipe plus de 100 matchs en première division algérienne.
Il joue également neuf matchs en Ligue des champions d'Afrique avec cette équipe.
Son palmarès est constitué d'un titre de champion d'Algérie, remporté en 2011. Il se classe également deuxième de ce championnat en 2008.

## Palmarès
- Champion d'Algérie en 2011 avec l'ASO Chlef.
- Vice-champion d'Algérie en 2008 avec l'ASO Chlef.
- Accession en Ligue 1 en 2018 avec l'AS Aïn M'lila.